# Die Entführung aus dem Serail
Die Entführung aus dem Serail (KV 384) ist ein Singspiel in drei Akten von Wolfgang Amadeus Mozart. Das Libretto verfasste Johann Gottlieb Stephanie. Die Uraufführung fand am 16. Juli 1782 im Burgtheater in Wien unter der Leitung des Komponisten statt.

## Handlung
Konstanze, eine junge Spanierin, ihre englische Zofe Blonde und deren Freund, der Diener Pedrillo, sind nach einem Seeräuberüberfall von Konstanzes Verlobtem, dem spanischen Edelmann Belmonte, getrennt und auf einen Sklavenmarkt verschleppt worden. Glücklicherweise kauft sie Bassa Selim, ein gebürtiger Spanier, einst Christ und jetzt Muslim, und sorgt dafür, dass sie in seinem am Meer gelegenen Palast unter halbwegs erträglichen Bedingungen leben können. Belmonte hat nach Monaten einen Brief seines Dieners Pedrillo erhalten und kennt nun den Aufenthaltsort der Vermissten. Er segelt zu der von Pedrillo bezeichneten Küste, entschlossen, die Entführten zu retten.

### Erster Akt
Belmonte sucht seine Verlobte Konstanze (Arie: „Hier soll ich dich denn sehen“). Osmin, Selims Diener, betritt den Garten, um Feigen zu pflücken. Obwohl er von Belmonte mehrfach angesprochen wird, ignoriert er ihn vollständig (Arie: „Wer ein Liebchen hat gefunden“). Belmonte bedrängt ihn wegen Informationen (Duett: „Verwünscht seist du samt deinem Liede!“). Osmin ist verärgert (Arie: „Solche hergelaufne Laffen“). Nachdem Osmin gegangen ist, trifft Belmonte auf Pedrillo und sie planen, die beiden Frauen zu befreien (Arie: „Konstanze, dich wiederzusehen“).
Von einem Janitscharenchor begleitet („Singt dem großen Bassa Lieder“) tritt Selim mit Konstanze auf, um deren Liebe er vergebens wirbt; sie eröffnet ihm, dass ihr Herz bereits vergeben ist (Arie der Konstanze: „Ach ich liebte, war so glücklich“). Auf Pedrillos Anraten stellt Selim Belmonte als Baumeister ein, aber Osmin verweigert ihm den Zutritt zum Palast immer noch (Terzett: „Marsch! Trollt euch fort!“).

### Zweiter Akt
Blonde weist die rüden Annäherungsversuche Osmins zurück (Arie: „Durch Zärtlichkeit und Schmeicheln“). Nach einem Duett („Ich gehe, doch rate ich dir“) lässt Osmin schließlich von ihr ab. Blonde versucht, Konstanze in ihrem Kummer zu trösten (Rezitativ und Arie: „Welcher Wechsel herrscht in meiner Seele“ – „Traurigkeit ward mir zum Lose“). Als Bassa Selim ihre Liebe einfordert und ihr Gewalt androht, trotzt sie ihm und wünscht sich den Tod (Arie: „Martern aller Arten“).
Pedrillo informiert Blonde, die seine Geliebte ist, dass Belmonte in der Nähe und alles für die Flucht vorbereitet sei. Blonde ist voller Freude (Arie: „Welche Wonne, welche Lust“). Pedrillo lädt Osmin zu einer Flasche Wein ein in der Hoffnung, ihn betrunken machen zu können (Arie: „Frisch zum Kampfe, frisch zum Streite“ und Duett: „Vivat Bacchus! Bacchus lebe!“). Mit diesem Plan gelingt es ihm, Osmin aus dem Weg zu räumen, sodass Belmonte seine geliebte Konstanze treffen kann (Arie: „Wenn der Freude Tränen fließen“ und Quartett: Belmonte, Konstanze, Pedrillo, Blonde: „Ach, Belmonte! Ach, mein Leben“). Die beiden Paare finden wieder zueinander und planen die Flucht.

### Dritter Akt
Belmonte und Pedrillo wollen die Befreiungsaktion starten (Arie, Belmonte: „Ich baue ganz auf deine Stärke“; Romanze, Pedrillo: „In Mohrenland gefangen war“). Belmonte kann zunächst mit Konstanze fliehen, doch als Pedrillo und Blonde ihnen folgen wollen, werden sie von Osmin gefasst (Arie: „Ha, wie will ich triumphieren“); Belmonte und Konstanze werden ebenfalls zurück in den Garten gebracht. Bassa Selim, der in Belmonte den Sohn seines Todfeindes erkennt, will sie zum Tode verurteilen. Konstanze und Belmonte nehmen Abschied vom Leben (Duett: „Welch ein Geschick! O Qual der Seele“). Der Bassa zeigt sich aber großmütig und schenkt den Liebenden mit der Begründung, es wäre ein weit größeres Vergnügen, eine erlittene Ungerechtigkeit durch Wohltaten zu vergelten, als Laster mit Lastern zu tilgen, die Freiheit – zur Bestürzung von Osmin, der eine grausame Hinrichtung vorgezogen hätte (Finale: „Nie werd' ich deine Huld verkennen“; darin: „Erst geköpft, dann gehangen, dann gespießt auf heiße Stangen“).

## Gestaltung
Die Tatsache, dass der Bassa Selim (eine Sprechrolle) am Ende selbstlos auf die Ausübung seiner Macht verzichtet und seine Ansprüche auf Konstanze aufgibt, hat zu Interpretationen im Sinne des Lessingschen Nathan geführt. Der türkische Herrscher wird jedoch im Text als Renegat bezeichnet; er wurde erst durch die Intrigen von Belmontes Vater, von denen man im letzten Aufzug erfährt, aus seiner aufgeklärt-westlichen Existenz vertrieben und ins Exil eines fremden Kulturkreises gezwungen.

### Instrumentation
Die Orchesterbesetzung der Oper enthält die folgenden Instrumente:
- Holzbläser: zwei Flöten, zwei Oboen, zwei Klarinetten, zwei Bassetthörner, zwei Fagotte
- Blechbläser: zwei Hörner, zwei Trompeten
- Pauken, Schlagzeug: Große Trommel, Becken, Triangel
- Streicher
- Hammerflügel oder Cembalo
- Bühnenmusik auf der Szene: Banda (zwei Flöten, zwei Klarinetten, zwei Fagotte, zwei Hörner, zwei Trompeten, Militärtrommel [deutsche Trommel], große Trommel [türkische Trommel])

### Mozarts türkische Musik
Die Komposition enthält in der Ouvertüre und in den Nummern 3, 5, 14 und 21 Anklänge an „türkische Musik“, wie man sie sich im 18. Jahrhundert wohl vorstellte. Die Erweiterung des Orchesters der Wiener Klassik um die Instrumente wie Becken, Große Trommel („Türkische Trommel“), Piccoloflöte und Triangel entspricht dem Instrumentarium der Janitscharenmusik. Wenn Mozart von der „türkischen Musik“ sprach, so handelte es sich dabei immer um diese Instrumente. „Die Sinfonie, den Chor im ersten ackt, und den schluß Chor werde ich mit türckischer Musick machen“ (Brief an den Vater vom 1. August 1781). Ein weiteres Merkmal der türkischen Musik sind die unisono geführten Melodien sowie die häufig verwendeten feinen Umspielungen, die an die Heterophonie erinnern. Außerdem nutzt Mozart die Technik der Terrassendynamik und zeigt nicht nur in der Ouvertüre eine große Modulierfreudigkeit, wobei der Dur-Moll-Wechsel eine besondere Rolle spielt.
Mozart hatte Aspekte seiner türkischen Musik bereits in früheren Werken eingesetzt, zum Beispiel im „Türkischen Marsch“ (Allegretto in Rondoform, „Alla Turca“), dem dritten Satz der Klaviersonate Nr. 11 A-Dur KV 331, wie auch im Konzert für Violine u. Orchester Nr. 5, A-dur KV 219, dritter Satz, Rondeau (Tempo di Menuetto, Allegro).

## Werkgeschichte

### Entstehung
Die Oper verweist lose auf die ihrerzeit noch gängige Praxis der vorwiegend im westlichen Mittelmeer operierenden nordafrikanischen Barbaresken-Korsaren, Schiffe christlicher Staaten zu kapern. Unter dem Vorwand des Dschihads wurden Schiff und Ladung verkauft oder erst gegen Lösegeldzahlung zurückgegeben. Eigentliches Ziel war aber der an Besatzung und Passagieren praktizierte Menschenraub, zur Erpressung von Lösegeld oder zum Verkauf in die Sklaverei. Ebenso üblich war die Erzwingung von Schutzgeld- oder Tributzahlungen betroffener seefahrender Nationen nicht-muslimischen Glaubens. Die Korsaren handelten im Auftrag oder mit Duldung der lokalen muslimischen Herrscher in Algier, Tunis und Tripolis. Dieser Art von staatlich subventionierter Seeräuberei ein Ende setzten erst zwei amerikanische Interventionen (1801–1805, 1815), ein österreichischer Vorstoß gegen Marokko (1829) und zuletzt die Eroberung Algiers durch Frankreich (1830).

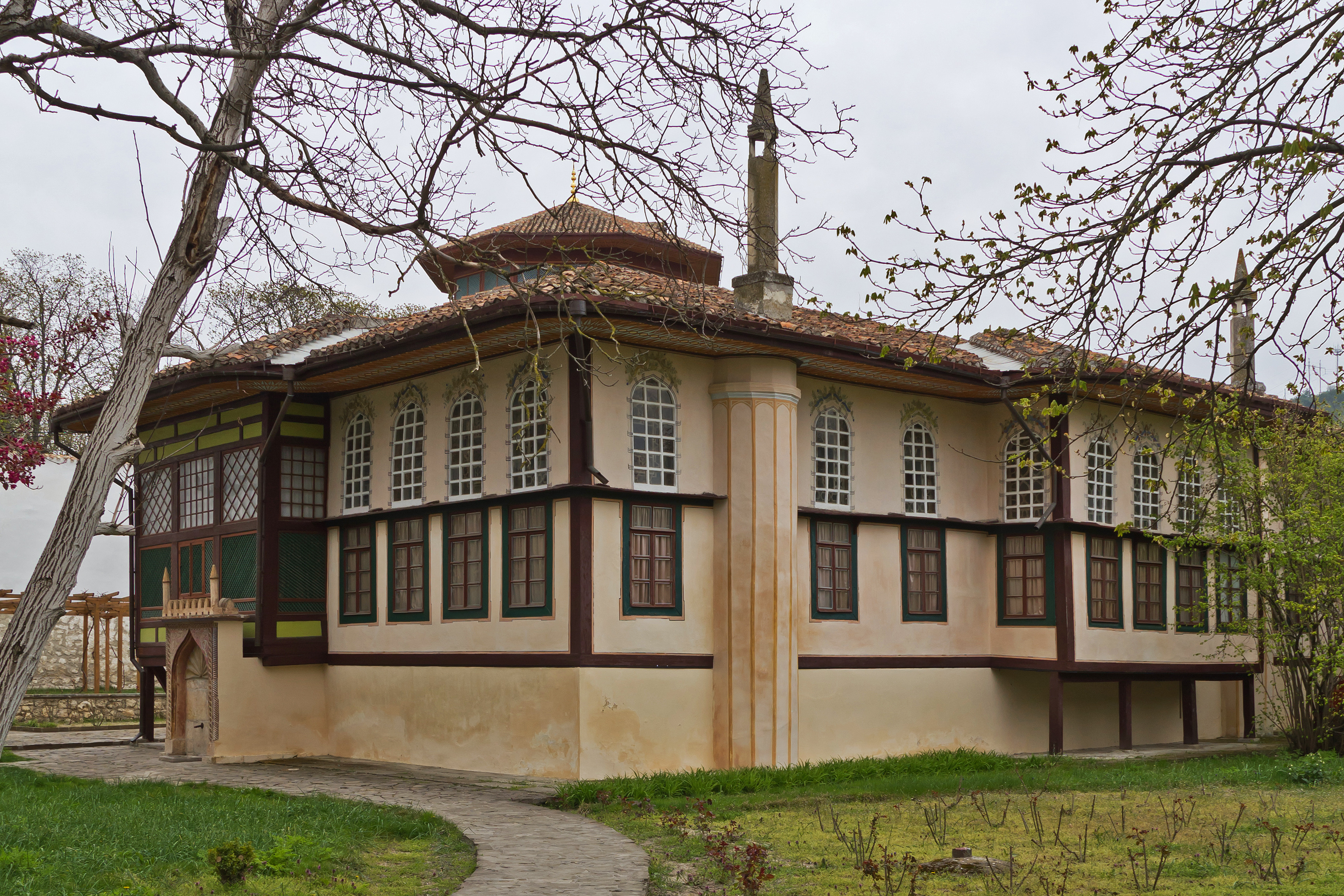
Harem im Palast des Khans der Krim, deren Annexion durch Katharina II. (1774) zum Russisch-Österreichischen Türkenkrieg von 1787–1792 führte.

Die zugrunde liegende Geschichte fußt auf dem 1781 in Leipzig gedruckten Libretto für Belmont und Constanze, oder Die Entführung aus dem Serail. Eine Operette von C. F. Bretzner. Componiert vom Herrn Kapellmeister Andre in Berlin. Sie wurde von Johann Gottlieb Stephanie dem Jüngeren und Mozart stark umgearbeitet und erweitert, wobei Bretzner gegen die Annektierung durch Mozart protestierte.  Mozart konnte damit zum ersten Mal weitestgehend seine Vorstellungen von einem Opernlibretto umsetzen.
Das Werk ist zunächst als unterhaltsames Stück angelegt, erreicht aber in vielen Szenen große emotionale Tiefe und Komplexität. Die Charaktere wachsen durch die differenzierte Zeichnung in den Arien und Ensembles weit über die stereotype Singspielhaftigkeit hinaus, wie zum Beispiel Osmin, der komisch-finstere Aufseher des Paschas, der seine vielfältigen Drohungen im Koloratur-Bass zum Ausdruck bringt. Mozart hat mit dieser Oper die Reihe seiner reifen Meisterwerke eröffnet und damit auch von der privaten Lebenssituation her endgültig den Schritt zur erträumten Existenz als unabhängiger Künstler geschafft. Nicht zufällig trägt die weibliche Hauptfigur den Namen seiner späteren Frau Constanze, die er kurz darauf gegen den Willen seines Vaters in Wien heiratete. Die Rolle der Konstanze wurde der gefeierten Sopranistin Caterina Cavalieri auf den Leib geschrieben, diejenige des Osmin für den berühmten Bass Ludwig Fischer.
Das Singspiel wurde im Auftrag Kaiser Josephs II. geschrieben, der ein Nationalsingspiel als Gegenstück zur italienisch geprägten Hofoper schaffen wollte. Sie war von Anfang an ein großer Erfolg und etablierte den ein Jahr zuvor aus Salzburg zugezogenen Mozart in Wien. Die Entführung gilt nach Ignaz Umlaufs Bergknappen (1778) und Antonio Salieris Rauchfangkehrer (1781) als erste deutsche Oper, nachdem frühere Arbeiten fast durchweg Nachahmungen und Übersetzungen fremdsprachiger Produktionen gewesen waren. Sie wurde zum Vorbild für spätere Komponisten wie Weber.

### Besetzung der Uraufführung
| Rolle                                                                   | Stimmlage   | Premiere am 16. Juli 1782 Dirigent: W. A. Mozart |
| ----------------------------------------------------------------------- | ----------- | ------------------------------------------------ |
| Belmonte, spanischer Edelmann                                           | Tenor       | Valentin Adamberger                              |
| Konstanze, Geliebte des Belmonte                                        | Sopran      | Caterina Cavalieri                               |
| Blonde, englische Zofe der Konstanze                                    | Sopran      | Theresia Teyber                                  |
| Pedrillo, Bedienter des Belmonte und Aufseher über die Gärten des Bassa | Tenor       | Johann Ernst Dauer                               |
| Osmin, Aufseher über das Landhaus des Bassa                             | Bass        | Ludwig Fischer                                   |
| Bassa Selim                                                             | Sprechrolle | Dominik Jautz                                    |
| Klaas, ein Schiffer                                                     | Sprechrolle |                                                  |
| Janitscharenchor                                                        |             |                                                  |

### Partitur
Das Autograph der Partitur gelangte in die Königliche Bibliothek Berlin (heute Staatsbibliothek zu Berlin). Während des Zweiten Weltkrieges wurden
die Noten zusammen mit zahlreichen Originalhandschriften nach Schlesien in Sicherheit vor Bombenangriffen gebracht. Die Partitur wurde nach Ende des Krieges Teil der Berlinka in Krakau. Eine Rückführung der Partitur nach Berlin ist umstritten.

### Nachwirken
Der finnische Komponist Aulis Sallinen schrieb mit Der Palast eine Oper, die viele Charaktere aus der Entführung enthält und die Handlung aus Mozarts Oper zum Ausgangspunkt eines bizarren Phantasiespiels macht. Auch Gioachino Rossinis Oper L’italiana in Algeri (1813) handelt von der Befreiung einer schönen Frau aus der Macht eines orientalischen Fürsten.

Wilhelm Busch hat im Münchener Bilderbogen eine Parodie der zugrunde liegende Handlung veröffentlicht.